# کوجی ماتوبا
کوجی ماتوبا (انگلیسی: Koji Matoba؛ زادهٔ ۲۸ مارس ۱۹۶۹) بازیگر، و شخصیت‌های تلویزیونی در ژاپن اهل ژاپن است.